# کبالت تول
کبالت تول (انگلیسی: Kobalt) شرکت ابزارسازی آمریکایی است، که در سال ۱۹۹۸ تأسیس شد.